# Centres de Referència Estatal (Espanya)
Els Centres de Referència Estatal estan "dirigits a la promoció i desenvolupament de programes i serveis especialitzats en l'atenció a distints col·lectiu en situació de dependència". Es dediquen a informar, investigar, formar professionals i atendre de manera directa i especialitzada per a millorar l'atenció sociosanitària.
Contenen serveis de salut, d'atenció personal, de manutenció i allotjament (en internat o atenció de dia), rehabilitació funcional i psicosocial.
El 2008, hi havia dos centres funcionant i diversos centres d'aquests en projecte, construint-se o en fase d'estudi.

## Centre Estatal de Referència d'Atenció al Dany Cerebral
Aquest centre fou creat amb l'Ordre del Ministeri de Treball i Assumptes Socials 55/2002, de 8 de gener. És un centre monogràfic de rehabilitació integral que depèn de l'IMSERSO per a les persones amb dany cerebral i els seus familiars.
L'estada pot ser: ingrés provisional (màxim quatre setmanes), atenció diürna (per a rehabilitació intensiva en mitja pensió), atenció residencial (inclou manutenció, allotjament i rehabilitació) i dura màxim 18 mesos) i estades de seguiment (màxim dos setmanes, i és per a revisió tècnica de l'usuari).

## Centre Estatal de Referència d'Autonomia Personal i Ajudes Tècniques
Creat per l'Ordre Ministerial de 7 d'abril de 1989 com a centre tecnològic que depèn de l'IMSERSO. El seu objectiu és la millora de la qualitat de la vida de les persones en general i de la gent gran i els discapacitats en especial mitjançant l'accessibilitat integral, el disseny per a tots i les tecnologies de suport.